# Oscar des échecs

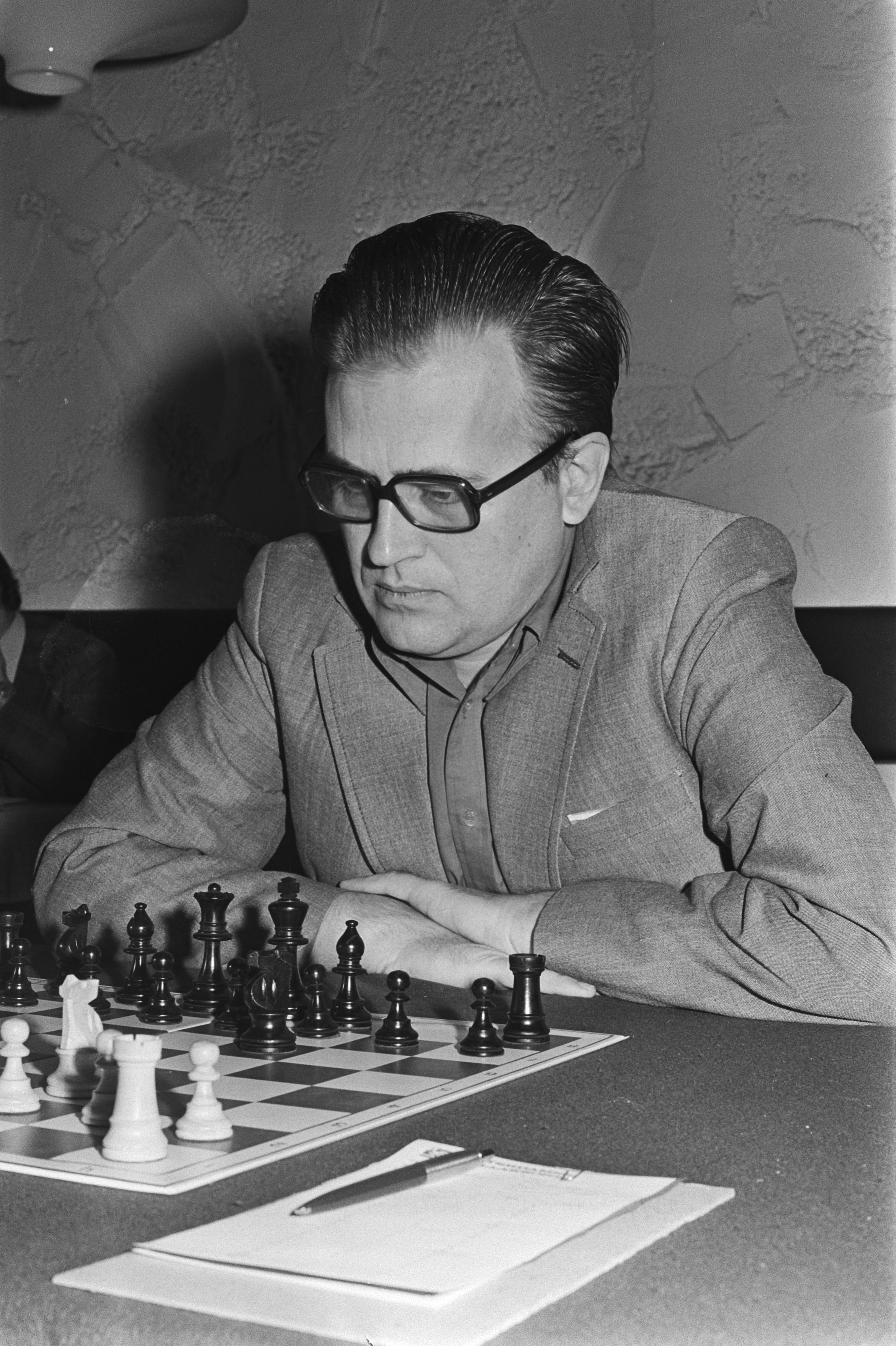
Bent Larsen, premier récipiendaire de l'Oscar des échecs (ici en 1977 lors du quart de finale du tournoi des candidats).

L’Oscar des échecs (en russe, Шахматный Оскар) est une récompense honorifique décernée annuellement de 1967 à 1988 et de 1995 à 2013 par des journalistes au meilleur joueur de l'année précédente. L'oscar était décerné initialement par l'Association internationale de la presse échiquéenne fondée en 1967. Cette association fut rebaptisée lors de l'olympiade d'échecs de 1968 à Lugano.
En 1967, à l'issue du tournoi d'échecs de Palma de Majorque, l'AIPE décerna son premier Oscar à Bent Larsen déclaré le meilleur grand maître de l'année 1967. Les années suivantes, à l'issue d'un vote entre les journalistes, l'association annonçait la liste des dix meilleurs joueurs de l'année.
Le fondateur de l'association, l'Espagnol Jordi Puig Laborda, qui coordonnait les votes, mourut en 1988 et son association fut dissoute en 1989 après avoir décerné l'Oscar de l'année 1988 à Garry Kasparov.
Interrompu en 1989, l'Oscar reprit de 1995-1996 (Garry Kasparov) à 2013-2014 (Magnus Carlsen), avec la coordination du magazine d'échecs russe 64. L'Oscar a été arrêté à nouveau en 2014 avec la fin de la publication du magazine.

## Joueurs récompensés
Les années indiquées sont celles pour lesquelles le joueur a obtenu ses résultats, le prix étant remis l'année suivante.
11 récompenses
Garry Kasparov (années 1982, 1983, 1985, 1986, 1987, 1988, 1995, 1996, 1999, 2001 et 2002)
9 récompenses
Anatoli Karpov (en 1973, 1974, 1975, 1976, 1977, 1979, 1980, 1981 et 1984)
6 récompenses
Viswanathan Anand (en 1997, 1998, 2003, 2004, 2007 et 2008)
5 récompenses
Magnus Carlsen (en 2009, 2010, 2011, 2012 et 2013)
3 récompenses
Bobby Fischer (en 1970, 1971 et 1972)
2 récompenses
- Boris Spassky (en 1968 et 1969)
- Vladimir Kramnik (en 2000 et 2006)

1 récompense
- Bent Larsen (en 1967)
- Viktor Kortchnoï (en 1978)
- Veselin Topalov (en 2005)

## Classements des oscars

### Palmarès de 1967 à 1988
Les années indiquées sont celles pour lesquelles le joueur a obtenu ses résultats, le prix étant remis l'année suivante.
| Année | Vainqueur de l'Oscar | Fédération | Deuxième du classement | Troisième         | Quatrième           | Cinquième           | Sixième             |
| ----- | -------------------- | ---------- | ---------------------- | ----------------- | ------------------- | ------------------- | ------------------- |
| 1967  | Bent Larsen          | Danemark   |                        |                   |                     |                     |                     |
| 1968  | Boris Spassky        | URSS       | Viktor Kortchnoï       | Bent Larsen       | Tigran Petrossian   | Bobby Fischer       | Mikhaïl Tal         |
| 1969  | Boris Spassky        | URSS       | Viktor Kortchnoï       | Tigran Petrossian | Bent Larsen         | Lev Polougaïevski   | Vlastimil Hort      |
| 1970  | Bobby Fischer        | États-Unis | Boris Spassky          | Bent Larsen       | Mark Taïmanov       | Efim Geller         | Lev Polougaïevski   |
| 1971  | Bobby Fischer        | États-Unis | Tigran Petrossian      | Viktor Kortchnoï  | Vassily Smyslov     | Vlastimil Hort      | Boris Spassky       |
| 1972  | Bobby Fischer        | États-Unis | Boris Spassky          | Lajos Portisch    | Anatoli Karpov      | Viktor Kortchnoï    | Robert Hübner       |
| 1973  | Anatoli Karpov       | URSS       | Boris Spassky          | Lajos Portisch    | Viktor Kortchnoï    | Mikhaïl Tal         | Tigran Petrossian   |
| 1974  | Anatoli Karpov       | URSS       | Viktor Kortchnoï       | Mikhaïl Tal       | Tigran Petrossian   | Ljubomir Ljubojević | Boris Spassky       |
| 1975  | Anatoli Karpov       | URSS       | Ljubomir Ljubojević    | Efim Geller       | Lev Polougaïevski   | Lajos Portisch      | Paul Kérès          |
| 1976  | Anatoli Karpov       | URSS       | Bent Larsen            | Henrique Mecking  | Vlastimil Hort      | Tigran Petrossian   | Lev Polougaïevski   |
| 1977  | Anatoli Karpov       | URSS       | Viktor Kortchnoï       | Oleg Romanichine  | Mikhaïl Tal         | Tony Miles          | Bent Larsen         |
| 1978  | Viktor Kortchnoï     | Suisse     | Anatoli Karpov         | Jan Timman        | Lajos Portisch      | Boris Spassky       | Bent Larsen         |
| 1979  | Anatoli Karpov       | URSS       | Mikhaïl Tal            | Viktor Kortchnoï  | Lajos Portisch      | Garry Kasparov      | Tigran Petrossian   |
| 1980  | Anatoli Karpov       | URSS       | Viktor Kortchnoï       | Garry Kasparov    | Jan Timman          | Robert Hübner       | Tony Miles          |
| 1981  | Anatoli Karpov       | URSS       | Jan Timman             | Viktor Kortchnoï  | Mikhaïl Tal         | Garry Kasparov      | Ulf Andersson       |
| 1982  | Garry Kasparov       | URSS       | Anatoli Karpov         | Ulf Andersson     | Zoltan Ribli        | Mikhaïl Tal         | Ljubomir Ljubojević |
| 1983  | Garry Kasparov       | URSS       | Anatoli Karpov         | Viktor Kortchnoï  | Vassily Smyslov     | Rafael Vaganian     | Ulf Andersson       |
| 1984  | Anatoli Karpov       | URSS       | Garry Kasparov         | Jan Timman        | Aleksandr Beliavski | Viktor Kortchnoï    | John Nunn           |
| 1985  | Garry Kasparov       | URSS       | Anatoli Karpov         | Jan Timman        | Arthur Youssoupov   | Rafael Vaganian     | Viktor Kortchnoï    |
| 1986  | Garry Kasparov       | URSS       | Anatoli Karpov         | Andreï Sokolov    | Arthur Youssoupov   | Nigel Short         | Ljubomir Ljubojević |
| 1987  | Garry Kasparov       | URSS       | Anatoli Karpov         | Jan Timman        | Nigel Short         | Jonathan Speelman   | Viktor Kortchnoï    |
| 1988  | Garry Kasparov       | URSS       | Anatoli Karpov         | Jonathan Speelman | Nigel Short         | Vassili Ivantchouk  | Arthur Youssoupov   |

### 1995 à 2013
De 1990 (pour l'année 1989) à 1995 (pour l'année 1994), l'oscar des échecs ne fut pas attribué.
Les années indiquées sont celles pour lesquelles le joueur a obtenu ses résultats, le prix étant remis l'année suivante.
| Année | Vainqueur de l'Oscar | Fédé- ration | Deuxième du classement | Troisième           | Quatrième          | Cinquième                         | Sixième                           |
| ----- | -------------------- | ------------ | ---------------------- | ------------------- | ------------------ | --------------------------------- | --------------------------------- |
| 1995  | Garry Kasparov       | Russie       | Anatoli Karpov         | Vladimir Kramnik    | Vassili Ivantchouk | Gata Kamsky                       | Viswanathan Anand                 |
| 1996  | Garry Kasparov       | Russie       | Veselin Topalov        | Anatoli Karpov      | Vladimir Kramnik   | Viswanathan Anand                 | Vassili Ivantchouk                |
| 1997  | Viswanathan Anand    | Inde         | Garry Kasparov         | Vladimir Kramnik    | Peter Svidler      | Anatoli Karpov                    | Alexeï Chirov                     |
| 1998  | Viswanathan Anand    | Inde         | Aleksandr Morozevitch  | Garry Kasparov      | Vladimir Kramnik   | Alexeï Chirov                     | Anatoli Karpov                    |
| 1999  | Garry Kasparov       | Russie       | Vladimir Kramnik       | Aleksandr Khalifman | Viswanathan Anand  | Alexeï Chirov                     | Péter Lékó                        |
| 2000  | Vladimir Kramnik     | Russie       | Viswanathan Anand      | Garry Kasparov      | Alexeï Chirov      | Michael Adams                     | Aleksandr Grichtchouk             |
| 2001  | Garry Kasparov       | Russie       | Vladimir Kramnik       | Ruslan Ponomariov   | Vassili Ivantchouk | Viswanathan Anand                 | Veselin Topalov                   |
| 2002  | Garry Kasparov       | Russie       | Péter Lékó             | Viswanathan Anand   | Ruslan Ponomariov  | Vladimir Kramnik                  | Ievgueni Bareïev                  |
| 2003  | Viswanathan Anand    | Inde         | Peter Svidler          | Vladimir Kramnik    | Garry Kasparov     | Péter Lékó                        | Judit Polgár                      |
| 2004  | Viswanathan Anand    | Inde         | Garry Kasparov         | Péter Leko          | Vladimir Kramnik   | Rustam Qosimjonov                 | Veselin Topalov                   |
| 2005  | Veselin Topalov      | Bulgarie     | Viswanathan Anand      | Levon Aronian       | Peter Svidler      | Péter Lékó                        | Aleksandr Morozevitch             |
| 2006  | Vladimir Kramnik     | Russie       | Veselin Topalov        | Viswanathan Anand   | Levon Aronian      | Vassili Ivantchouk                | Teimour Radjabov                  |
| 2007, | Viswanathan Anand    | Inde         | Vladimir Kramnik       | Gata Kamsky         | Veselin Topalov    | Magnus Carlsen                    | Vassili Ivantchouk                |
| 2008, | Viswanathan Anand    | Inde         | Veselin Topalov        | Magnus Carlsen      | Levon Aronian      | Vassili Ivantchouk                | Vladimir Kramnik                  |
| 2009, | Magnus Carlsen       | Norvège      | Vladimir Kramnik       | Levon Aronian       | Boris Guelfand     | Veselin Topalov Viswanathan Anand | Veselin Topalov Viswanathan Anand |
| 2010, | Magnus Carlsen       | Norvège      | Viswanathan Anand      | Levon Aronian       | Vladimir Kramnik   | Sergueï Kariakine                 | Veselin Topalov                   |
| 2011  | Magnus Carlsen       | Norvège      | Boris Guelfand         | Levon Aronian       | Peter Svidler      | Vladimir Kramnik                  | Aleksandr Grichtchouk             |
| 2012, | Magnus Carlsen       | Norvège      | Viswanathan Anand      | ?                   | ?                  | ?                                 | ?                                 |
| 2013  | Magnus Carlsen       | Norvège      | Vladimir Kramnik       | Levon Aronian       | Boris Guelfand     | Fabiano Caruana                   | Peter Svidler                     |

## Oscar féminin (de 1982 à 1988)
De 1982 à 1988, un Oscar des échecs était décerné pour la meilleure joueuse de l'année.
| Année(s)  | Joueuse              | Pays             |
| --------- | -------------------- | ---------------- |
| 1982      | Nona Gaprindashvili  | Union soviétique |
| 1983      | Pia Cramling         | Suède            |
| 1984-1987 | Maia Tchibourdanidzé | Union soviétique |
| 1988      | Judit Polgár         | Hongrie          |